# Šehzade Korkut
Šehzade Korkut (1467 nebo 1469 – 13. března 1513) byl osmanský princ, který byl na krátkou dobou regentem.

## Mládí
I když se uvádí, že se Korkut narodil v Amasyi v roce 1467 nebo 1469, o jeho přesném datu narození nejsou žádné písemné dokumenty. Byl synem osmanského sultána Bajezida II. V jedné ze svých písemných prací vystupuje pod jménem Ebülhayr Mehmed Korkut. V oficiálních dokumentech pak užíval jméno Korkut. V roce 1479 jej jeho dědeček, sultán Mehmed II., poslal do Istanbulu, kde měl být spolu se svými bratry obřezán. Po smrti jeho dědy se stal na krátkou dobu regentem, než jeho otec přijel do Istanbulu převzít moc.

## Guvernér
Podle osmanských tradic museli všichni princové v následnické linii zastávat funkci guvernéra provincie, aby byli připraveni na možnou vládu. V roce 1491 byl Korkut jmenován provincie Manisa. V roce 1502 se stal guvernérem provincie Teke, přístaviště Středozemního moře. Anatolie však byla od Istanbulu dál než Manisa a Korkut sem byl poslán z důvodu nedobrých vztahů s otcem. Domáhal se svého předchozího místa, po odmítnutí v roce 1509 uprchl do Egypta pod záminkou vykonání svaté pouti. Egypt byl v té době součástí Mamlúckého sultanátu, kde byl místními sultány přivítán. Jeho otec se však za něj přimluvil a tak se Korkut musel vrátit do říše. Při cestě domů jej napadli sultánovy rytíři a zajali ho, Korkut jim ale utekl.

## Pokus o spuštění interregna
Sultán Bajezid stárl a onemocněl. Korkut se rozhodl přesunout do Manisy, aby byl blíže hlavnímu městu. Během své cesty byl několikrát okraden. Později se tajně usadil v Istanbulu, aby měl před svými bratry v nadcházejícím interregnu po smrti otce přednost v získání trůnu. Nicméně v hlavním městě si nezískal dostatek příznivců. Potkal se zde se svým bratrem Selimem, který jej poslal zpět do provincie. Korkut tak ztratil jakoukoliv naději na získání trůnu a rozpoutal občanskou válku mezi ním a jeho bratry, Šehzade Ahmetem a Selimem I. (budoucím sultánem).

## Smrt
Jeho bratr Selim I. se stal v roce 1512 novým sultánem. Korkut jeho vládu v poklidu uznal. Selim však zkoušel jeho věrnost a posílal Korkutovi falešné dopisy od různých byrokratů, kde jej nabádal ke vzpouře. Ve chvíli, kdy měl pocit, že Korkut se proti němu chystá vzbouřit, jej nechal v roce 1513 popravit nedaleko Kütahye. Dnes je pohřben v Burse.